# اکسوهالید
اکسوهالیدهای مولکولی (اکسی‌هالیدها) گروهی از ترکیبات شیمیایی هستند که در آن هر دو اتم اکسیژن و هالوژن به یک عنصر شیمیایی دیگر (A) در یک مولکول متصل می‌شوند. فرمول کلی آن‌ها AOm Xn ،X=F،Cl،Br،I است. عنصر A ممکن است عنصری از گروه عناصر اصلی، یک فلز واسطه یا یک اکتینید باشد. همچنین ممکن است اصطلاح اکسوهالید یا اکسی‌هالید به مواد معدنی و سایر مواد بلوری با همین فرمول شیمیایی کلی گفته شود، اما دارای ساختار یونی باشند.

## کتابشناسی
- Greenwood, Norman N.; Earnshaw, Alan (1997). Chemistry of the Elements (2nd ed.). Oxford: Butterworth-Heinemann. ISBN 0080379419.{{cite book}}:  نگهداری یادکرد:نام‌های متعدد:فهرست نویسندگان (link)
- Housecroft, C. E. and Sharpe, A. G. Inorganic Chemistry, 2nd ed., Pearson Prentice-Hall 2005. شابک ‎۰−۵۸۲−۳۱۰۸۰−۶
- Shrivr, D. F. and Atkins, P. W. Inorganic Chemistry, 3rd edn. Oxford University Press, 1999. شابک ‎۰−۱۹−۸۵۰۳۳۰-X
- Wells, A. F. (1962). Structural Inorganic Chemistry (3rd ed.). Oxford: Clarendon Press. pp. 384–392. ISBN 0-19-855125-8..